# Detained (película de 2024)
Detained es una película de suspenso psicológico estadounidense de 2024 dirigida por Felipe Mucci. Está protagonizada por Abbie Cornish, Laz Alonso, Moon Bloodgood, John Patrick Amedori, Justin H. Min, Breeda Wool y Silas Weir Mitchell.

## Reparto
- Abbie Cornish[1] como Rebecca Kamen
- Laz Alonso como Detective Avery
- Moon Bloodgood como Detective Moon
- John Patrick Amedori como Robert
- Justin H. Min como Isaac Barsi
- Josefine Lindegaard como Jess
- Breeda Wool como Sarah
- Silas Weir Mitchell como Sullivan

## Producción
El rodaje se llevó a cabo en Los Ángeles durante un período de 20 días y finalizó el 29 de octubre de 2021.

## Estreno
En mayo de 2023, se anunció que Sublimity Entertainment adquirió los derechos de ventas mundiales de la película. En mayo de 2024, se anunció que Quiver Distribution adquirió los derechos de distribución de la película en América del Norte. Se estrenó en cines limitados y VOD el 2 de agosto de 2024.